# Niederwald
Niederwald är en ort i kommunen Goms i kantonen Valais, Schweiz. Orten var före den 1 januari 2017 en egen kommun, men slogs då samman med kommunerna Blitzingen, Grafschaft, Münster-Geschinen och Reckingen-Gluringen till den nya kommunen Goms.